# Valdeconcha
Valdeconcha község Spanyolországban, Guadalajara tartományban. Valdeconcha Pastrana, Hueva, Fuentelencina és Sayatón községekkel határos. Lakosainak száma 45 fő (2024).

## Népesség
A település népessége az utóbbi években az alábbiak szerint változott:
| Lakosok száma | 65   | 49   | 48   | 47   | 51   | 36   | 40   | 40   | 38   | 45   |
|               | 2001 | 2004 | 2006 | 2009 | 2011 | 2014 | 2016 | 2019 | 2021 | 2024 |